# Pontchartrainmeer
Het Pontchartrainmeer (Frans: Lac Pontchartrain, Engels Lake Pontchartrain) is een brakwatermeer ten noorden van de stad New Orleans. Eigenlijk is het geen meer maar een estuarium, verbonden met de Golf van Mexico. Het meet ongeveer 65 km x 40 km (1630 km²), anderhalf keer het IJsselmeer. Het is het op een na grootste zoutwatermeer in de Verenigde Staten, na het Great Salt Lake. De lager gelegen stad New Orléans wordt door 6 meter hoge dijken beschermd voor een overstroming door het meer.

## Toponymie
Het Pontchartrainmeer is vernoemd naar Louis Phélypeaux, graaf van Pontchartrain. Hij was de Franse minister van de marine en Controleur-generaal van Financiën tijdens de regering van de Franse "Zonnekoning", Louis XIV, naar wie de kolonie La Louisiane is vernoemd.